# کبوتر کارائیبی
کبوتر کارائیبی (نام علمی: Leptotila jamaicensis) نام یک گونه از تیره کبوتر است.